# Aleksandr Mostovoy
Aleksandr Vladimirovich Mostovoy - em russo, Александр Владимирович Мостовой (Leningrado, atual São Petersburgo, 22 de Agosto de 1968) -, mais conhecido como "Czar", é um antigo futebolista russo, que atuava como médio.
Ganhou fama quando jogou pelo Celta de Vigo, de 1996 a 2004. Seu nome é mais comumente grafado no ocidente como "Alexander Mostovoi".

## Carreira

### Spartak, Benfica e França
Mostovoy começou a sua carreira na antiga União Soviética ao serviço do Spartak Moscou em 1987, conquistando logo em seu primeiro ano o campeonato soviético. Ficou no Spartak até 1991, tendo conquistado a Liga Nacional novamente em 1989. Mudou-se para Lisboa, mais precisamente para o Benfica, em 1992, onde jogou uma temporada. Depois foi para a França representar o Caen onde esteve uma época e mais duas pelo Racing Strasbourg.

### Celta
A grande temporada de Mostovoy chegou quando ele se transferiu para o Celta em 1996, por 325 milhões de pesetas na época. Fez a sua estreia frente ao Real Betis, onde ganharam por 2-0. O seu jogo criativo e golos tornaram-no uma figura de culto em Vigo, onde o clube manteve nos primeiros lugares da liga durante alguns anos. Recebeu da torcida o apelido de "Czar dos Balaidos".
Contudo, Mostovoy não conseguiu impedir a descida de divisão em 2004. Mudou-se depois para o Alavés na segunda metade da temporada de 2004-05, onde mais tarde iria terminar a carreira.

## Seleção Nacional
Mostovoy representou ambas as selecções da URSS, onde marcou 3 golos em 15 presenças, e da Rússia, onde marcou 10 golos em 50 jogos. Também é conhecido pelo seu temperamento exaltado, teve os seus problemas com treinadores, que o levaram a ser dispensado por Georgiy Yartsev durante o Euro 2004 em Portugal. Jogou igualmente no Euro 1996 na Inglaterra e nas Copa do Mundo FIFA de 1994. Pertenceu igualmente á seleção que viajou para a Coreia e Japão na Copa do Mundo FIFA de 2002, mas não jogou devido a uma lesão.

### Euro 2004 e controvérsias
A exclusão de Mostovoy do Euro 2004 por Georgiy Yartsev deveu-se à derrota da Rússia frente à Espanha por 1-0. Supostamente no final do encontro, Mostovoy falou com a imprensa e disse que Yartsev não era bom treinador e que não percebia nada de futebol. Mais tarde provou-se ser falsa essa declaração, pois Mostovoy deu outra entrevista a explicar o que se tinha passado nessa altura. O Czar ainda disse que o treinador puxava demasiado nos treinos, e que depois na hora do jogo faltavam as forças necessárias para fazer um bom jogo. No jogo seguinte, a Rússia perderia para Portugal por 2-0, com golos de Maniche e Rui Costa.

## Títulos
Spartak de Moscovo
- Campeonato Russo: 1987, 1989

 Benfica
- Campeonato Português: 1994

 Celta de Vigo
- Taça Intertoto: 2000
- Copa do Rei: Finalista Vencido: 2001